# Franco Moyano
Franco David Moyano (Lobos, Buenos Aires, 13 de septiembre de 1997) es un futbolista argentino que juega en la posición de mediocampista defensivo para Club Puebla de la Liga MX de México.

## Carrera

### Clubes
San Lorenzo
Su carrera como profesional en San Lorenzo dio inicio, formando parte del banco de suplentes en el 2017 en un partido de la Primera División Argentina contra Rosario Central el 10 de septiembre, aunque no pudo ingresar en ese partido.
Su debut se produjo el 11 de enero de 2018 en un partido contra el CSyD Defensa y Justicia en el marco de la Copa de Verano Schneider 2018
Eventualmente, su debut en la Primera División de Argentina se produciría el 26 de enero de 2018 en un partido contra Talleres, en el cual su equipo cayó derrotado por 2-0.
Argentinos Juniors
En 2018, Moyano es cedido a la Asociación Atlética Argentinos Juniors, con un préstamo con opción de compra de U$S750.000 por el 50% del pase.
En la fecha 18 de la Superliga, vistiendo la camiseta del "Bicho", le marca un gol desde afuera del área a Defensa y Justicia.

### Carrera internacional
En 2017, Moyano había sido convocado por la Selección Argentina Sub-20 para representar a su país en el Campeonato Sudamericano de Fútbol Sub-20, disputado en Ecuador en el 2017.
En este torneo, sólo pudo jugar de los partidos, el cual se disputó el 27 de enero frente al combinado venezolano, que terminó 0-0.

## Estadísticas

### Clubes
- Actualizado hasta el 5 de enero de 2021.

| San Lorenzo Argentina |                     |                     |    |   |    |   |   |    |    |      |      |
| 1.ª | 2017-18             | 11                  | 0  | 0 | 0  | 1 | 0 | 12 | 0  | 0,00 |      |
| 1.ª | 2018-19             | 9                   | 0  | 1 | 0  | 2 | 0 | 12 | 0  | 0,00 |      |
| Total club | Total club          | Total club          | 20 | 0 | 1  | 0 | 3 | 0  | 24 | 0    | 0,00 |
| Argentinos Juniors Argentina |                     |                     |    |   |    |   |   |    |    |      |      |
| 1.ª | 2018-19             | 9                   | 1  | 8 | 0  | 2 | 0 | 19 | 1  | 0,05 |      |
| 1.ª | 2019-20             | 19                  | 0  | 3 | 0  | 2 | 0 | 24 | 0  | 0,00 |      |
| 1.ª | 2020                | -                   | -  | 6 | 0  | - | - | 6  | 0  | 0,00 |      |
| Total club | Total club          | Total club          | 28 | 1 | 17 | 0 | 4 | 0  | 49 | 1    | 0,02 |
| Total en su carrera | Total en su carrera | Total en su carrera | 48 | 1 | 18 | 0 | 7 | 0  | 73 | 1    | 0,01 |
| (1) Las copas nacionales se refiere a la Copa Argentina y a la Copa de la Liga Profesional. (2) Las copas internacionales se refiere a la Copa Libertadores y a la Copa Sudamericana. (3) Media de goles por encuentro. No incluye goles en partidos amistosos. |                     |                     |    |   |    |   |   |    |    |      |      |

## Logros
- Semifinal con Argentinos Juniors de la Copa de la Superliga Argentina en 2019.

- 5º puesto  con Argentinos Juniors de la Superliga Argentina en 2019/20.